# Geonoma tenuissima
Geonoma tenuissima är en enhjärtbladig växtart som beskrevs av Harold Emery Moore. Geonoma tenuissima ingår i släktet Geonoma och familjen Arecaceae. Inga underarter finns listade i Catalogue of Life.